# Apeadeiro de Mourisca - Sado
O Apeadeiro de Mourisca - Sado é uma gare encerrada da Linha do Sul, que servia a localidade de Mourisca, no concelho de Setúbal, em Portugal.

## História
Esta interface situa-se no troço da Linha do Sul entre Setúbal e Alcácer do Sal, que entrou ao serviço em 25 de Maio de 1920.